# Karlsruher SC
Karlsruher SC, KSC, tysk fotbollsklubb från Karlsruhe. Hemmaarenan heter Wildparkstadion.

## Historia
Karlsruhe var en av de tyska städerna där fotbollen tidigt slog igenom och klubbar från staden hade stora framgångar i den tyska fotbollens barndom. Phönix Karlsruhe blev tyska mästare 1909. De tidiga framgångarna kunde senare inte uppföljas och under 1950-talet inleddes en nysatsning för att få fram ett elitlag. En stor sammanslagning mellan ett flertal klubbar skedde och bildade tillsammans Karlsruher SC. Satsningen bar frukt och laget blev tyska cupmästare 1955 och 1956. Därefter skulle det dock dröja länge innan klubben hade några ytterligare framgångar. 
Nästa storhetstid hade Karlsruher SC i mitten av 1990-talet under tränaren Winfried Schäfer. Under denna tid spelade flera tyska landslagsspelare så som Oliver Kahn, Mehmet Scholl, Thomas Hässler och Jens Nowotny i klubben och man nådde framgångar i både Bundesliga och Uefacupen. Under 2000-talet fick man emellertid allt svårare att hävda sig mot de stora tyska klubbarna och framgångarna har uteblivit, på grund av detta har klubben tvingats kämpa mot dålig ekonomi och svikande supportrar. Numera spelar klubben huvudsakligen 2. Bundesliga men har vid några tillfällen spelat i Bundesliga, dock utan att hålla sig kvar speciellt länge. Senaste gången klubben spelade i Bundesliga var säsongen 2008/2009 då man slutade näst sist vilket innebar nerflyttning.

## Meriter
- Tyska mästare 1909
- Tyska cupmästare 1955 och 1956

## Placering tidigare säsonger
| Säsong    | Nivå | Liga          | Placering | Referens | Notering                                |
| --------- | ---- | ------------- | --------- | -------- | --------------------------------------- |
| 2005/2006 | 2    | 2. Bundesliga | 6         | [ 1 ]    |                                         |
| 2006/2007 | 2    | 2. Bundesliga | 1         | [ 2 ]    | Uppflyttad till Bundesliga 2007/2008    |
| 2007/2008 | 1    | Bundesliga    | 11        | [ 3 ]    |                                         |
| 2008/2009 | 1    | Bundesliga    | 17        | [ 4 ]    | Nedflyttad till 2. Bundesliga 2009/2010 |
| 2009/2010 | 2    | 2. Bundesliga | 10        | [ 5 ]    |                                         |
| 2010/2011 | 2    | 2. Bundesliga | 15        | [ 6 ]    |                                         |
| 2011/2012 | 2    | 2. Bundesliga | 16        | [ 7 ]    | Nedflyttad till 3. Liga 2012/2013       |
| 2012/2013 | 3    | 3. Liga       | 1         |          | Uppflyttad till 2. Bundesliga 2013/2014 |
| 2013/2014 | 2    | 2. Bundesliga | 5         |          |                                         |
| 2014/2015 | 2    | 2. Bundesliga | 3         |          |                                         |
| 2015/2016 | 2    | 2. Bundesliga | 7         | [ 8 ]    |                                         |
| 2016/2017 | 2    | 2. Bundesliga | 18        | [ 9 ]    | Nedflyttad till 3. Liga 2017/2018       |
| 2017/2018 | 3    | 3. Liga       | 3         | [ 10 ]   |                                         |
| 2018/2019 | 3    | 3. Liga       | 2         |          | Uppflyttad till 2. Bundesliga 2019/2020 |
| 2019/2020 | 2    | 2. Bundesliga | 15        | [ 11 ]   |                                         |
| 2020/2021 | 2    | 2. Bundesliga | 6         | [ 12 ]   |                                         |
| 2021/2022 | 2    | 2. Bundesliga | 12        | [ 13 ]   |                                         |

## Trupp 2019/2020
Uppdaterad: 11 oktober 2019
| Nr | Land      | Pos | Namn            |
| -- | --------- | --- | --------------- |
| 1  | Tyskland  | MV  | Benjamin Uphoff |
| 2  | Turkiet   | MF  | Burak Camoglu   |
| 3  | Jamaica   | F   | Daniel Gordon   |
| 4  | Tyskland  | MF  | Lukas Fröde     |
| 5  | Tyskland  | F   | David Pisot     |
| 6  | Tyskland  | F   | Damian Roßbach  |
| 7  | Tyskland  | MF  | Marc Lorenz     |
| 8  | Tyskland  | MF  | Manuel Stiefler |
| 9  | Tyskland  | A   | Marvin Pourié   |
| 10 | Tyskland  | MF  | Marvin Wanitzek |
| 11 | Tyskland  | MF  | Martin Röser    |
| 14 | Senegal   | A   | Saliou Sané     |
| 17 | Österrike | A   | Marco Djuricin  |
| 18 | Tyskland  | MF  | Justin Möbius   |
| 19 | Tyskland  | A   | Dominik Kother  |

| Nr | Land      | Pos | Namn                                    |
| -- | --------- | --- | --------------------------------------- |
| 20 | Tyskland  | MF  | Alexander Groiß                         |
| 21 | Tyskland  | F   | Marco Thiede                            |
| 22 | Österrike | F   | Christoph Kobald                        |
| 23 | Luxemburg | F   | Dirk Carlson                            |
| 25 | Tyskland  | MF  | Janis Hanek                             |
| 27 | Österrike | MF  | Lukas Grozurek (lán frán SK Sturm Graz) |
| 28 | Tyskland  | MV  | Sven Müller                             |
| 29 | Österrike | MV  | Mario Schragl                           |
| 30 | Tyskland  | A   | Anton Fink                              |
| 31 | Turkiet   | A   | Malik Batmaz                            |
| 33 | Tyskland  | A   | Philipp Hofmann                         |
| 35 | Tyskland  | MV  | Marius Gersbeck                         |
| 37 | Sydkorea  | MF  | Choi Kyoung-rok                         |

## Tränare
- Edmund Becker (sedan 2005)
- Reinhold Fanz (2004-2005)
- Lorenz-Günther Köstner (2002-2004)
- Stefan Kuntz (2000-2002)
- Joachim Löw (1999-2000)
- Jörg Berger (1998)
- Winfried Schäfer (1986-1998)

## Kända spelare
- Oliver Kahn
- Mehmet Scholl
- Guido Buchwald
- Hans Cieslarczyk
- Marco Engelhardt
- Thomas Hässler
- Jens Nowotny
- Dirk Schuster
- Michael Tarnat
- Bakary Soumare
- Joachim Löw

## Svenska spelare
- Lars Granström
- Thomas Sjöberg
- Erik Edman